# Italia ai Giochi della XIV Olimpiade
L'Italia partecipò ai Giochi della XIV Olimpiade svoltisi a Londra dal 20 luglio al 14 agosto 1948, con una delegazione di 182 atleti.

## Medagliere

### Medagliere per discipline[2]
| Sport            | Oro | Argento | Bronzo | Totale |
| ---------------- | --- | ------- | ------ | ------ |
| Ciclismo         | 2   | 1       | 0      | 3      |
| Scherma          | 1   | 4       | 1      | 6      |
| Atletica leggera | 1   | 3       | 1      | 5      |
| Pugilato         | 1   | 2       | 2      | 5      |
| Canottaggio      | 1   | 1       | 2      | 4      |
| Lotta            | 1   | 0       | 2      | 3      |
| Pallanuoto       | 1   | 0       | 0      | 1      |
| Totale           | 8   | 11      | 8      | 27     |

### Medaglie
| Medaglia | Nome | Sport            | Evento                     |
| -------- | --- | ---------------- | -------------------------- |
| Oro      | Adolfo Consolini                                                                                             | Atletica leggera | Lancio del disco           |
| Oro      | Franco Faggi Giovanni Invernizzi Giuseppe Moioli Elio Morille                                                | Canottaggio      | Quattro senza              |
| Oro      | Mario Ghella                                                                                                 | Ciclismo         | Velocità                   |
| Oro      | Renato Perona Ferdinando Terruzzi                                                                            | Ciclismo         | Tandem                     |
| Oro      | Pietro Lombardi                                                                                              | Lotta            | Greco-romana pesi mosca    |
| Oro      | Italia | Pallanuoto       | Torneo Maschile            |
| Oro      | Ernesto Formenti                                                                                             | Pugilato         | Pesi piuma                 |
| Oro      | Luigi Cantone                                                                                                | Scherma          | Spada individuale          |
| Argento  | Edera Gentile-Cordiale                                                                                       | Atletica leggera | Lancio del disco femminile |
| Argento  | Amelia Piccinini                                                                                             | Atletica leggera | Getto del peso femminile   |
| Argento  | Giuseppe Tosi                                                                                                | Atletica leggera | Lancio del disco           |
| Argento  | Giovanni Steffè Aldo Tarlao Alberto Radi (tim.)                                                              | Canottaggio      | Due con                    |
| Argento  | Arnaldo Benfenati Guido Bernardi Anselmo Citterio Rino Pucci                                                 | Ciclismo         | Inseguimento a squadre     |
| Argento  | Spartaco Bandinelli                                                                                          | Pugilato         | Pesi mosca                 |
| Argento  | Gianbattista Zuddas                                                                                          | Pugilato         | Pesi gallo                 |
| Argento  | Vincenzo Pinton                                                                                              | Scherma          | Sciabola individuale       |
| Argento  | Manlio Di Rosa Edoardo Mangiarotti Giuliano Nostini Renzo Nostini Giorgio Pellini Saverio Ragno              | Scherma          | Fioretto a squadre         |
| Argento  | Carlo Agostoni Luigi Cantone Marco Antonio Mandruzzato Dario Mangiarotti Edoardo Mangiarotti Fiorenzo Marini | Scherma          | Spada a squadre            |
| Argento  | Gastone Darè Aldo Montano Renzo Nostini Vincenzo Pinton Mauro Racca Carlo Turcato                            | Scherma          | Sciabola a squadre         |
| Bronzo   | Carlo Monti Enrico Perucconi Antonio Siddi Michele Tito                                                      | Atletica leggera | Staffetta 4 x 100 metri    |
| Bronzo   | Bruno Boni Felice Fanetti                                                                                    | Canottaggio      | Due senza                  |
| Bronzo   | Romolo Catasta                                                                                               | Canottaggio      | Singolo                    |
| Bronzo   | Ercole Gallegati                                                                                             | Lotta            | Greco-romana pesi medi     |
| Bronzo   | Guido Fantoni                                                                                                | Lotta            | Greco-romana pesi massimi  |
| Bronzo   | Alessandro D'Ottavio                                                                                         | Pugilato         | Pesi medio leggeri         |
| Bronzo   | Ivano Fontana                                                                                                | Pugilato         | Pesi medi                  |
| Bronzo   | Edoardo Mangiarotti                                                                                          | Scherma          | Spada individuale          |

### Plurimedagliati
| Nome          | Sport   | Oro | Argento | Bronzo | Totale |
| ------------- | ------- | --- | ------- | ------ | ------ |
| Luigi Cantone | Scherma | 1   | 1       | 0      | 2      |

## Risultati

### Calcio
| Atleta | Classifica |                   |
| --- | --- | ----------------- |
| V · D · M Nazionale italiana · Calcio ai Giochi Olimpici Estivi 1948 P Casari · P Vanz · D Antonazzi · D Bizzotto · D Giovannini · D Stellin · C Cassani · C Maestrelli · C Mari · C Menegotti · C Neri · C Presca · C Turconi · A Burini · A Caprile · A Cavigioli · A Pandolfini · A Pernigo · CT : Pozzo | 5° |                   |
| Nazionale italiana · Calcio ai Giochi Olimpici Estivi 1948 | |                   |
| P Casari · P Vanz · D Antonazzi · D Bizzotto · D Giovannini · D Stellin · C Cassani · C Maestrelli · C Mari · C Menegotti · C Neri · C Presca · C Turconi · A Burini · A Caprile · A Cavigioli · A Pandolfini · A Pernigo · CT: Pozzo                                                                       | P Casari · P Vanz · D Antonazzi · D Bizzotto · D Giovannini · D Stellin · C Cassani · C Maestrelli · C Mari · C Menegotti · C Neri · C Presca · C Turconi · A Burini · A Caprile · A Cavigioli · A Pandolfini · A Pernigo · CT: Pozzo | Italia (bandiera) |

### Pallacanestro
| Atleta | Classifica |
| --- | ---------- |
| V · D · M Nazionale italiana - Pallacanestro ai Giochi della XIV Olimpiade 3 Marinelli · 4 Bersani · 5 Tracuzzi · 6 Primo · 7 Romanutti · 8 Rapini · 9 Cerioni · 10 Ferriani · 11 Marietti · 12 Pellarini · 13 Nesti · 14 Mantelli · 15 Ranuzzi · 33 Stefanini · All. Elliott Van Zandt | 17°        |
| Nazionale italiana - Pallacanestro ai Giochi della XIV Olimpiade |            |
| 3 Marinelli · 4 Bersani · 5 Tracuzzi · 6 Primo · 7 Romanutti · 8 Rapini · 9 Cerioni · 10 Ferriani · 11 Marietti · 12 Pellarini · 13 Nesti · 14 Mantelli · 15 Ranuzzi · 33 Stefanini · All. Elliott Van Zandt                                                                            |            |

### Pallanuoto
| Atleta | Classifica |                   |
| --- | --- | ----------------- |
| V · D · M Nazionale maschile italiana di pallanuoto · Giochi olimpici - Londra 1948 Arena · Bulgarelli · Buonocore · Ghira · Majoni · Ognio · G. Pandolfini · T. Pandolfini · Rubini · Fabiano · Toribolo · CT : Giuseppe Valle | Oro |                   |
| Nazionale maschile italiana di pallanuoto · Giochi olimpici - Londra 1948 | |                   |
| Arena · Bulgarelli · Buonocore · Ghira · Majoni · Ognio · G. Pandolfini · T. Pandolfini · Rubini · Fabiano · Toribolo · CT: Giuseppe Valle                                                                                      | Arena · Bulgarelli · Buonocore · Ghira · Majoni · Ognio · G. Pandolfini · T. Pandolfini · Rubini · Fabiano · Toribolo · CT: Giuseppe Valle | Italia (bandiera) |